# Betim Futebol
O Betim Futebol é um clube brasileiro de futebol da cidade de Betim, no estado de Minas Gerais. Foi fundado em 2019 a partir da mudança de nome da AMDH (Associação Mineira de Desenvolvimento Humano), que já desenvolvia trabalho nas categorias de base.

## História
No mesmo ano de sua fundação, o Betim Futebol estreou na Segunda Divisão do Campeonato Mineiro, ficando em segundo lugar, garantindo acesso para o Módulo II, no ano seguinte.
Em 2020, quase conseguiu o acesso à primeira divisão do campeonato estadual, porém, empatou a última partida do quadrangular final e permaneceu em 3º lugar. No Módulo II do Campeonato Mineiro, apenas as duas primeiras equipes do quadrangular final se classificam para o Módulo I.
Em 2024, após empatar em 2 a 2 com a URT, o Betim conseguiu acesso ao Módulo I do Campeonato Mineiro de 2025. Na grande final contra o Aymorés, após perder o primeiro jogo pelo placar de 1 a 0, venceu o segundo confronto pelo placar de 2 a 0, sagrando-se campeão da competição pela primeira vez em sua história. 
Em 2025, em sua estreia no Campeonato Mineiro, após empatar em 1 a 1 com o Villa Nova, o Betim conseguiu uma vaga inédita para a Série D de 2026. Uma rodada após este ocorrido, o Betim que fazia uma ótima campanha no Campeonato Mineiro, não conseguiu uma vaga para as semifinais, após um vitória do Atlético Mineiro sobre a Itabirito por 3 a 0, fazendo o Betim terminar em terceiro no grupo A.

## Títulos
| ESTADUAIS | ESTADUAIS                      | ESTADUAIS | ESTADUAIS  | ESTADUAIS |
| Troféu    | Competição                     | Títulos   | Temporadas |           |
| --------- | ------------------------------ | --------- | ---------- | --------- |
|           | Campeonato Mineiro - Módulo II | 1         | 2024       |           |

## Estatísticas

### Participações
|  | Participações em 2026 |

| Competição   | Competição         | Temporadas | Melhor campanha     | Estreia | Última | P | R |
| Minas Gerais | Campeonato Mineiro | 2          | 7º colocado (2025)  | 2025    | 2026   |   | – |
| Minas Gerais | Módulo II          | 5          | Campeão (2024)      | 2020    | 2024   | 1 | – |
| Minas Gerais | Segunda Divisão    | 1          | Vice-campeão (2019) | 2019    | 2019   | 1 |   |
| Brasil       | Série D            | 1          | Estreia (2026)      | 2026    | 2026   | – |   |

### Temporadas
Legenda:
| Campeão Vice-campeão Eliminado na semifinal | Classificado à Copa Libertadores da América pela campanha no Campeonato Brasileiro Classificado à Copa Libertadores da América pelo título da Copa do Brasil ou Copa Libertadores Classificado à Copa Sul-Americana ou Copa do Brasil | Campeão do Interior Rebaixado à divisão inferior Campeão e promovido à divisão superior Promovido à divisão superior |

### Campanhas de destaque
| BETIM FUTEBOL                      | BETIM FUTEBOL  | BETIM FUTEBOL  | BETIM FUTEBOL         | BETIM FUTEBOL   |
| Torneio                            | Campeão        | Vice-campeão   | Terceiro colocado     | Quarto colocado |
| ---------------------------------- | -------------- | -------------- | --------------------- | --------------- |
| Campeonato Mineiro Módulo I        | 0 (não possui) | 0 (não possui) | 0 (não possui)        | 0 (não possui)  |
| Campeonato Mineiro Módulo II       | 1 (2024)       | 0 (não possui) | 3 (2020, 2022 e 2023) | 0 (não possui)  |
| Campeonato Mineiro Segunda Divisão | 0 (não possui) | 1 (2019)       | 0 (não possui)        | 0 (não possui)  |

|  |

## Treinadores
| Treinador        | Período         | Ref!          |
| ---------------- | --------------- | ------------- |
| Bruno Barros     | 2019-2020       | [ 9 ]         |
| Emerson Ávila    | 2020            | [ 10 ] [ 11 ] |
| Marcelo Albino   | 2021            | [ 12 ] [ 13 ] |
| Emerson Ávila    | 2021            | [ 14 ]        |
| Eugênio Souza    | 2022            | [ 15 ] [ 16 ] |
| Rogerio Henrique | 2022            | [ 17 ]        |
| Ricardo Drubscky | 2023            | [ 18 ]        |
| Bruno Barros     | 2024            | [ 19 ] [ 20 ] |
| Alex Nascif      | 2024-atualmente | [ 21 ] [ 22 ] |